# Lolita
Lolita – anglojęzyczna powieść Vladimira Nabokova, pisana w latach 1947–1953, opublikowana w 1955 roku w Paryżu. Utwór opowiada o mężczyźnie zafascynowanym niedojrzałymi dziewczynkami, które określa mianem „nimfetek”, i o jego erotycznej obsesji na punkcie dwunastoletniej pasierbicy Dolores Haze (tytułowej Lolity). Temat pedofilii sprawił, że powieść przez wiele lat uchodziła za dzieło skandalizujące i pornograficzne, a autor miał problemy z jej opublikowaniem.
Lolita zawiera liczne odniesienia do innych dzieł literackich (m.in. poezji Poego, prozy Joyce’a, Mériméego i Flauberta) oraz wiele gier językowych. Stanowi również portret społeczeństwa Stanów Zjednoczonych, panoramę życia obywateli tego kraju, zawiera także elementy powieści drogi i powieści kryminalnej. Nabokov uznawał ją za swoją ulubioną powieść, a krytycy zwracali uwagę na jej okrutny i farsowy humor oraz wyjątkowe piękno przedstawienia postaci kobiecej.
Powieść została dwukrotnie zekranizowana, a jej tytuł i zaczerpnięte z niej określenie „nimfetka” zaczęły funkcjonować w mowie potocznej. Na język polski Lolitę przetłumaczyli: Robert Stiller i Michał Kłobukowski.

## Okoliczności powstania powieści
Zarys fabuły Lolity pojawił się po raz pierwszy w powieści Nabokowa Dar, opublikowanej na przełomie 1937/1938 roku. Jedna z postaci, Borys Iwanowicz Szczegolew, streszcza fabułę utworu, który chciałby napisać:

(…) stary pies – ale jary jeszcze, że hej, pełen ognia, żądzy szczęścia – poznaje wdowę, a ta wdowa ma córkę, małą jeszcze dziewuszkę – wie pan, taką, co to nic jeszcze nieukształtowane, ale chodzi tak, że zwariować można. Bledziutka, chudziutka, podkówki pod oczami – i na starego dziada, rozumie się, nawet nie spojrzy. Co robić? Ha, niewiele myśląc żeni się, moi państwo, z wdową. Dobra. Wzięli i zamieszkali we troje (…) A tak w ogóle – przeliczył się. Czas ucieka jak głupi, on się starzeje, ona rozkwita i – figa z makiem z pasternakiem (…)

Jeszcze bliższym pierwowzorem powieści jest opowieść Czarodziej, napisana przez Nabokova w 1939 roku. Opowiada ona o mężczyźnie w średnim wieku, żeniącym się z matką pożądanej przez siebie małoletniej dziewczynki. Chociaż oparta na podobnym jak Lolita schemacie fabularnym, opowieść ta jest dużo krótsza i ma inne zakończenie. Czarodziej został opublikowany wiele lat po pierwszej publikacji Lolity i już po śmierci autora.
Pisarz twierdził również, że do napisania Lolity zainspirowała go notatka gazetowa o małpie z paryskiego zoo, która w ramach eksperymentu naukowego dostała przybory do rysowania. Pierwszą rzeczą, którą naszkicowało zwierzę, były kraty jego klatki.
Niektórzy twierdzą także, że Nabokova mogły zainspirować rzeczywiste wydarzenia związane z pedofilią. Wskazywano na wiele możliwych prototypów Lolity, m.in. na Litę Grey, piętnastoletnią aktorkę, która uprawiała seks z 35-letnim Charlie Chaplinem. Alexander Dolinin twierdzi natomiast, że pierwowzorem postaci Lolity mogła być Florence Horner. W 1948 roku jedenastoletnia Florence została porwana przez mechanika Franka La Salle i zmuszona do odbycia z nim podróży po Stanach Zjednoczonych. Humbert rzeczywiście wspomina raz o tej sprawie w powieści, pisząc: Czy zrobiłem Lolicie to, co Frank Lasalle, pięćdziesięcioletni mechanik, zrobił jedenastoletniej Sally Horner w 1948 roku?. W książce wspomniane jest również inne autentyczne przestępstwo – morderstwo żony dokonane przez Edwarda Grammara, upozorowane na wypadek samochodowy. Humbert porównuje je ze śmiercią Charlotty i uznaje, że sam spisał się znacznie lepiej od niego, ponieważ nie został obwiniony i skazany.
Nabokov zaczął rozwijać w formie powieściowej pomysł zawarty w Czarodzieju w 1949 roku. Początkowo książka miała nosić tytuł The Kingdom by the Sea, a jej bohaterka miała się nazywać Juanita Dark, Joan of Ark lub Joaneta Darc jako aluzja do Joanny d’Arc. Imiona te miały być, według sugestii autorskiej, wymawiane z hiszpańska: Huanita, Hoan, Hoaneta. Juanita zmieniła się w Lolitę w 1950 roku.
Utwór nie powstawał w kolejności zgodnej z powieściowymi wydarzeniami – autor rozpoczął pisanie od pierwszej podróży Humberta i Lolity, następnie opisał śmierć Quilty’ego i epizody z przeszłości Humberta, a dopiero później uzupełnił resztę powieści w porządku chronologicznym. Prace nad powieścią posuwały się bardzo wolno. Zniechęcony Nabokov niejednokrotnie chciał zniszczyć szkic utworu. W 1953 roku poświęcał na pisanie powieści 16 godzin dziennie. Prowadził również badania, mające pomóc mu w konstrukcji świata przedstawionego: czytał informacje prasowe na temat pedofilii, jeździł autobusami szkolnymi, aby poznać język młodzieży, odwiedził szkołę i obserwował wygląd koleżanek swojego syna. Ostatecznie, liczący 450 stron, maszynopis Lolity został ukończony 6 grudnia 1953 roku.

## Publikacja i odbiór powieści

### Pierwsze wydanieLolity

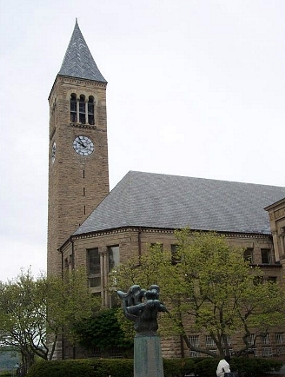
Nabokov obawiał się, że publikacja Lolity pod własnym nazwiskiem zaszkodzi jego karierze wykładowcy na Uniwersytecie Cornella

Temat pedofilii spowodował, że Nabokov obawiał się publikacji pod własnym nazwiskiem – mogłoby to zaszkodzić jego pracy wykładowcy akademickiego. Chciał, aby Lolita ukazała się pod pseudonimem Vivian Darkbloom, stanowiącym anagram jego imienia i nazwiska. Aby informacja o autorstwie nie przedostała się w niepowołane ręce, na żadnym z maszynopisów nie widniało nazwisko autora, a wydawnictwa, które je otrzymywały, musiały podpisać zobowiązanie, że nikomu nie ujawnią nazwiska autora. Wszystkie egzemplarze były również przekazywane wydawcom osobiście – Nabokov obawiał się wysyłania ich pocztą, z powodu obowiązywania ustawy Comstocka, zgodnie z którą przesyłanie materiałów o treści erotycznej pocztą było przestępstwem.
Nabokov zaproponował wydanie Lolity kolejno wydawnictwom Viking Press i Simon and Schuster. Kiedy oba odmówiły autorowi, z obawy przed możliwymi konsekwencjami prawnymi publikacji książki o tak kontrowersyjnej tematyce, pisarz rozpoczął poszukiwanie agenta literackiego, który umożliwiłby mu wydanie książki poza granicami Stanów Zjednoczonych. Agentowi takiemu gotów był przekazać 25% zysków ze sprzedaży powieści. 6 sierpnia 1954 roku żona pisarza, Véra, zgłosiła się do rosyjskiej agentki literackiej, Dousii Ergaz z Bureau Littéraire Clairoun w Paryżu, która już wcześniej zajmowała się europejskimi sprawami Nabokova, z prośbą o wyszukanie wydawnictwa gotowego opublikować Lolitę. Tymczasem Nabokov nie ustawał w próbach wydania powieści w Stanach Zjednoczonych – zaoferował książkę kolejnym wydawnictwom: New Directions, Farrar, Straus & Young oraz Doubleday. Wszystkie trzy wydawnictwa odmówiły, bądź to uznając Lolitę za książkę pornograficzną, bądź to obawiając się możliwych konsekwencji prawnych. Nabokov tak scharakteryzował swoje bezskuteczne próby wydania powieści:

Czterej amerykańscy wydawcy, W, X, Y i Z, którym kolejno proponowano maszynopis (…) byli zszokowani (…). Niektóre z reakcji były nader zabawne: jeden z lektorów zasugerował, iż jego firma mogłaby się przymierzyć do publikacji, gdybym uczynił z mej Lolity 12-letniego chłopca i kazał go uwieść Humbertowi, będącemu farmerem z Tennessee, w stodole (…). Wydawca X, którego doradców Humbert tak zanudził, że nie przebrnęli poza stronę 188 napisał mi z całą naiwnością, że druga część jest za długa. Natomiast wydawca Y wyraził ubolewanie, że w książce nie ma ludzi dobrych. Wydawca Z oświadczył, że gdyby wydrukował Lolitę, on i ja poszlibyśmy do więzienia.

Przy czym prawdopodobnie Nabokov wymyślił wydawcę, chcącego zmienić płeć Lolity.
Na prośbę Nabokova agentka literacka Doussia Ergaz poszukiwała wydawcy europejskiego. Autor miał nadzieję, że Lolitę wyda Sylvia Beach z księgarni Shakespeare and Company, która wcześniej opublikowała odrzuconego Ulissesa, ale ta nie zajmowała się już branżą wydawniczą. Ergaz znalazła jednak innego wydawcę – Maurice’a Girodiasa z Olympia Press w Paryżu. Nabokov wiedział tylko, że wydawnictwo to wydaje książki zakazane w krajach anglojęzycznych, nie był jednak świadomy tego, że właściwie specjalizuje się ono w pornografii. Girodias wyraził chęć szybkiego wydania powieści, ale stanowczo domagał się, aby ukazała się ona pod prawdziwym nazwiskiem autora. Nabokov przystał na ten warunek i podpisał umowę z wydawcą 6 czerwca 1955 roku. We wrześniu powieść została opublikowana w języku angielskim we Francji, a Nabokov otrzymał pierwsze egzemplarze Lolity 8 października 1955 roku. Książkę wydano w serii „Olympia Traveller’s Companion” w miękkiej okładce koloru zielonego. Egzemplarze zawierały sporo błędów i pomyłek korektorskich, a w miejscu copyrightu, wbrew życzeniom Nabokova, wypisany był nie tylko autor, ale również i wydawca, co było jedną z przyczyn wieloletnich sporów między Nabokovem a Girodiasem, dotyczących praw do wydania amerykańskiego.

### Pierwsze reakcje na powieść
Początkowo Lolita, wydana w mało znanym wydawnictwie w Paryżu, nie była recenzowana w poważnych czasopismach. Burza rozpętała się w Wielkiej Brytanii po publikacji w świątecznym numerze „Sunday Timesa” z 1955 roku wypowiedzi Grahama Greena, który uznał książkę za jedną z trzech najwybitniejszych powieści roku. W odpowiedzi na to John Gordon, redaktor „Sunday Express” zamieścił swoją polemikę z tą wypowiedzią, uznając Lolitę za „niepohamowaną pornografię”, za którą autor powinien trafić do więzienia. Informacje o tym sporze dotarły do USA za sprawą felietonu Harveya Brita, opublikowanego w „New York Times Book Review”, w którym pisze on o tajemniczej powieści budzącej kontrowersje w Wielkiej Brytanii. Po otrzymaniu wielu listów od zaintrygowanych czytelników Brit ujawnił w późniejszym felietonie z 11 marca nazwisko autora. Zainteresowanie Lolitą wzrastało, wielkim miłośnikiem powieści był m.in. Raymond Queneau.

#### L'affaireLolita
Określenie „l'affaire Lolita” odnosi się do problemów, jakie spotkały powieść Nabokova na francuskim rynku wydawniczym. W grudniu 1955 roku francuskie Ministerstwo Spraw Wewnętrznych zakazało rozpowszechniania Lolity i dwudziestu czterech innych książek opublikowanych w Olympia Press. Jednym z powodów wydania takiej decyzji były naciski rządu Wielkiej Brytanii, związane z masowym przewożeniem do Anglii egzemplarzy tych publikacji. Girodias wkroczył na drogę sądową w obronie wolności słowa. Sprawa odbyła się bez udziału Nabokova, który obawiał się uwikłania w międzynarodowy proces. Zakaz cofnięto w 1956 roku, a w 1957 Girodias wydał książkę L'affaire „Lolita”, zawierającą m.in. fragmenty powieści i artykuły o niej, oraz jego własny artykuł dotyczący wolności słowa. Tytuł książki posłużył odtąd jako określenie całej sprawy.

### Wydanie amerykańskie
Kontrowersje wokół Lolity powodowały duże zapotrzebowanie na tę powieść wśród amerykańskich czytelników. Zanim książka ukazała się w USA, egzemplarze wydane przez Olympia Press były przemycane przez granicę, a książki nieskonfiskowane przez celników osiągały dość duże ceny na rynku (do osiągania zysków na przemycanych egzemplarzach Lolity przyznawała się m.in. Anaïs Nin). Oczekiwanie na amerykańskie wydanie przedłużały spory o prawa autorskie i udział w zyskach pomiędzy Nabokovem i Girodiasem. Książka ukazała się w USA dopiero 18 sierpnia 1958 roku nakładem wydawnictwa G.P. Putnam's Sons. Pojawiło się wiele pochlebnych recenzji (m.in. w „New York Times Book Review”), ale też takich, w których powieść uznawano za pornograficzną (np. w „The New York Times”). Książkę komentowało życzliwie wielu artystów, m.in. Dorothy Parker, Graham Greene i William Styron, cieszyła się też dużym powodzeniem czytelniczym – w ciągu trzech tygodni od premiery sprzedano ponad sto tysięcy egzemplarzy Lolity.

### Przekład rosyjski
Nabokov sam przełożył Lolitę na język rosyjski. Tłumaczenie zajęło mu pół roku, zakończył je w marcu 1965. Ukazało się w Nowym Jorku w wydawnictwie Phaedra w 1967 roku. W wywiadach Nabokov narzekał na niedostateczną biegłość swojej ruszczyzny, która nie pozwoliła mu stworzyć zadowalającego przekładu, ale recenzenci powitali rosyjską wersję Lolity z dużym entuzjazmem. Np. krytyk emigracyjny Władimir Weidle podkreślał ogromną rolę tłumaczenia Lolity w rozwoju rosyjskiego języka literackiego. Opublikowano też osobny słownik dwujęzyczny, poświęcony powieści – English-Russian Dictionary of Nabokov's „Lolita”.

### Publikacja w języku polskim
- 1958/1959 – w ukazującym się w Tel Awiwie polskim tygodniku „Przegląd” opublikowano polski przekład Lolity. Według Roberta Stillera jego autorem był dziennikarz Mosze Balsam, a samo tłumaczenie było znacznie skrócone i zawierało liczne błędy[35].
- 1959 – fragmenty książki ukazały się w Przekroju w przekładzie Juliusza Kydryńskiego.
- 1961 – w londyńskich „Wiadomościach” opublikowano fragmenty Lolity w przekładzie Jerzego Tepy.
- 1974 – miesięcznik „Odra” wydrukował fragmenty powieści w tłumaczeniu Eugenii Siemaszkiewicz, dokonanym całkowicie na podstawie wersji rosyjskiej.
- 1987 – pierwsze siedemnaście rozdziałów książki w przekładzie Roberta Stillera ukazywało się w odcinkach w Tygodniku Kulturalnym[36].
- 1991 – nakładem Państwowego Instytutu Wydawniczego wydano pierwszy pełny polski przekład Lolity, dokonany przez Roberta Stillera (ISBN 83-06-02125-8).
- 1997 – ukazał się drugi polski przekład powieści, autorstwa Michała Kłobukowskiego, wydany w wydawnictwie Da Capo (ISBN 83-7157-191-7).

## Streszczenie fabuły
Na początku powieści umieszczono fikcyjną przedmowę doktora filozofii Johna Raya Juniora, napisaną rzekomo w 1955 roku. Stwierdza on, że Lolita została napisana przez mężczyznę o pseudonimie Humbert Humbert, krótko przed tym, zanim 16 listopada 1952 roku zmarł na zawał serca, oczekując w więzieniu na proces. Powieść ma stanowić autobiografię Humberta.
Humbert Humbert, bohater i narrator powieści, urodził się w Paryżu w 1910 roku. Po ukończeniu studiów pracował jako nauczyciel języka angielskiego i redagował podręcznik akademicki do literatury. Dzieciństwo spędził na Riwierze Francuskiej, gdzie zakochał się z wzajemnością w swojej koleżance, Annabel Leigh. Ta młodzieńcza, niespełniona fizycznie miłość, przerwana przedwczesną śmiercią Annabel (spowodowaną tyfusem), była być może powodem, dla którego Humberta ogarnęła erotyczna obsesja na punkcie pewnego typu małych dziewczynek, w wieku od dziewięciu do czternastu lat, nazywanych przez niego „nimfetkami”. Przed wybuchem drugiej wojny światowej bohater przenosi się z Paryża do Nowego Jorku. W 1947 roku postanawia wprowadzić się do Ramsadale, małego miasteczka w Nowej Anglii, gdzie mógłby w spokoju kontynuować prace nad książką. Na miejscu okazuje się, że dom, w którym miał zamiar zamieszkać, uległ zniszczeniu podczas pożaru, jest więc zmuszony szukać nowego lokum. Trafia do wdowy, Charlotty Haze, która gotowa jest przyjąć lokatora. Podczas oględzin domu, Humbert poszukuje pretekstu, który pozwoliłby mu wykręcić się od wynajmu. Jednak pani Haze prowadzi go do ogrodu, w którym właśnie opala się jej dwunastoletnia córka Dolores (nazywana też Dolly, Lo, Lolą i Lolitą). Humbert dostrzega w niej idealną nimfetkę, wcielenie swojej dawnej miłości, Annabel i błyskawicznie podejmuje decyzję o wprowadzeniu się do Charlotty.
Wspólne mieszkanie rozbudza namiętność Humberta, który nieustannie stara się znaleźć jakiekolwiek zastępcze formy jej spełnienia, poprzez najdrobniejszy kontakt fizyczny z Lolitą.
Kiedy Dolores wyjeżdża na letni obóz, bohater otrzymuje list od jej matki, która wyznaje mu miłość i stawia ultimatum – ma się z nią ożenić lub natychmiast się wyprowadzić. Początkowo przerażony Humbert, zaczyna dostrzegać urok sytuacji, w której byłby ojczymem Lolity. W końcu odbywa się ślub. Charlotta jest nieświadoma wstrętu, jaki budzi w swoim nowym małżonku i jego pożądania do jej córki, do czasu, aż znajduje i czyta jego pamiętnik. Upokorzona i zszokowana, postanawia uciec razem z Lo, pisze więc list do Humberta, Lolity i surowej szkoły dla dziewcząt, w której zamierza umieścić Dolores. Podczas rozmowy z Humbertem Charlotte nie wierzy jego zapewnieniom, że dziennik jest tylko szkicem przyszłej powieści i wybiega z domu, aby wysłać listy. Gdy przebiega przez ulicę, zostaje potrącona przez samochód i ginie na miejscu. Humbert niszczy listy.
Humbert odbiera Lolitę z obozu, twierdząc, że jej matka jest poważnie chora i znajduje się w szpitalu. Zabiera dziewczynkę do motelu „Zaklęci łowcy”, gdzie spotyka tajemniczego mężczyznę (który potem zostanie zidentyfikowany jako Claire Quilty), który zdaje się znać jego plany wobec Lolity. Humbert podaje Dolores środki usypiające, mając nadzieję na wykorzystanie śpiącej dziewczynki. Leki nie odnoszą większego skutku, ale Lo sama uwodzi swojego ojczyma, który przekonuje się, że nie jest jej pierwszym kochankiem – dziewczynka straciła dziewictwo na letnim obozie. Po opuszczeniu hotelu Humbert mówi Lolicie, że jej matka nie żyje.
Humbert i Lolita podróżują po Stanach Zjednoczonych samochodem Charlotty, jeżdżą od jednej lokalnej atrakcji do kolejnej, od motelu do motelu. Bohater desperacko stara się utrzymać zainteresowanie dziewczynki podróżą i sobą, tymczasem coraz częściej musi ją przekupywać w zamian za erotyczne przysługi. W końcu osiedlają się w Beardsley, małym miasteczku w Nowej Anglii. Humbert odgrywa rolę ojca dziewczyny i posyła ją do prywatnej szkoły dla dziewcząt. Jest zazdrosny i ściśle kontroluje wszystkie jej spotkania towarzyskie, stanowczo zabrania jej chodzenia na randki i udziału w prywatkach. Dopiero pod namową dyrektorki szkoły, która uważa go za surowego, konserwatywnego europejskiego rodzica, godzi się na udział Lolity w szkolnym przedstawieniu, którego tytuł, Zaklęci łowcy, jest taki sam, jak nazwa motelu, w którym Dolores i Humbert nocowali po raz pierwszy po śmierci Charlotty.
Lolita jest zachwycona udziałem w przedstawieniu. Twierdzi, że jest chwalona przez autora sztuki, który chwilowo przebywa w Beardsley. Dzień przed premierą przedstawienia wybucha poważna kłótnia pomiędzy Dolores a Humbertem; Lolita wybiega z domu. Kiedy bohater znajduje ją kilka minut później, Lo mówi mu, że chce opuścić miasteczko i znów podróżować samochodem po kraju. Początkowo Humbert jest zachwycony, ale w czasie trwania podróży, staje się coraz bardziej podejrzliwy – nie opuszcza go poczucie, że jest przez kogoś śledzony i że Lolita wie, kim ta osoba jest. Rzeczywiście jedzie za nimi Claire Quilty – znajomy Charlotty, spokrewniony z dentystą w Ramsdale, autor sztuki, w której miała wystąpić Lolita. Jest, podobnie jak Humbert, pedofilem, wielbicielem nimfetek; śledzi bohatera, aby zrealizować zaplanowaną wraz z Dolores ucieczkę. Podczas gdy Humbert staje się coraz bardziej podejrzliwy, Lolita poważnie choruje. Zostaje przewieziona do miejscowego szpitala, skąd zostaje pewnej nocy wypisana przez „wujka”. Humbert, nie wiedząc kim jest porywacz dziewczynki, rozpoczyna groteskową akcję poszukiwawczą, polegającą na odwiedzaniu wszystkich moteli na trasie jego podróży z Lolitą i odczytywaniu żartów, gier słownych i obelg, które Quilty zaszyfrował w księgach gości.
W tym okresie Humbert wiąże się z młodszą od siebie alkoholiczką, Ritą, która ma mu zastąpić Lolitę. Po dłuższym czasie otrzymuje niespodziewanie list od Dolores, która ma teraz siedemnaście lat, jest mężatką oczekującą dziecka, pilnie potrzebującą pieniędzy. Uzbrojony w pistolet Humbert udaje się na podany przez Lo adres i zwraca jej pieniądze, należne jako spadek po matce. Dowiaduje się też, że obecny mąż Lolity, niedosłyszący mechanik samochodowy, nie jest tym mężczyzną, który porwał ją w czasie ich podróży. Lolita zdradza mu personalia Quilty’ego i przyznaje, że była naprawdę zakochana w dramatopisarzu, ale ten wyrzucił ją w końcu, kiedy nie zgodziła się zagrać w jego filmie pornograficznym. Lo odrzuca też propozycję Humberta, który chce aby do niego wróciła.
Humbert udaje się do rezydencji Quilty’ego. Tam grozi mu bronią. Quilty, przestraszony, wpada w szaleństwo. Bohater kilkakrotnie strzela do niego. Niedługo potem zostaje aresztowany za morderstwo, w więzieniu opisuje swoją miłość do Lolity w książce Lolita czyli wyznania wdowca rasy białej. Z fikcyjnej przemowy czytelnik dowiaduje się, że Humbert umarł przed procesem na zawał serca. Lolita natomiast umarła podczas porodu w Wigilię 1952 roku.

### Postacie powieściowe
- Humbert Humbert – główny bohater powieści, jego prawdziwe imię i nazwisko nie pada w powieści. Pseudonim, pod którym się ukrywa, łączy się z francuskim słowem ombre (cień) i hiszpańskim hombre (człowiek). Nawiązuje też do głównej postaci Finnegans Wake – Humphreya Chimpdena (przekręcanego często w utworze Joyce’a na St. Hubert, Humpty Dumpty, Humber). Dwoistość pseudonimu wskazuje na obecność sobowtóra[37]. Humbert opisuje siebie jako niezwykle przystojnego mężczyznę o ciemnych włosach i posępnej twarzy. Urodził się w Paryżu w 1910 roku, dzieciństwo spędził na Riwierze Francuskiej, studiował literaturę angielską i psychiatrię w Paryżu i Londynie. Pracował jako nauczyciel angielskiego i autor podręcznika akademickiego. W Europie ożenił się i rozwiódł z Walerią Zborowską. Po przeprowadzce do Stanów Zjednoczonych ożenił się z Charlottą Haze, a po jej śmierci uwiódł jej córkę, a swoją pasierbicę, Dolores Haze. Zmarł na zawał serca w więzieniu 16 listopada 1952, na kilka dni przed pierwszą rozprawą w sprawie zabójstwa Quilty’ego, mężczyzny, który odebrał Humbertowi ukochaną Lolitę. Powieść ma stanowić zapis jego wspomnień.
- Dolores Haze (Lolita, Lo, Lola, Dolly), później pani Richardowa F. Schiller – jej imię łączy się z imieniem mezopotamskiego demona Lilith oraz z łacińskim słowem dolor oznaczającym smutek, boleść[38], a jej nazwisko, Haze, odnosi się do angielskiego słowa „mgiełka” i często występuje w powieści w sformułowaniach związanych ze światłem, np. haze of stars – poświata gwiazd[39][40]. Lolita została poczęta w czasie miesiąca miodowego jej rodziców, Harolda i Charlotty, w Meksyku. Urodziła się 1 stycznia 1935 roku w Pisky na środkowym Zachodzie. Później jej rodzina przeprowadziła się do Ramsdale. Kiedy miała dwanaście lat jej matka umarła, a Dolores została uwiedziona przez swojego ojczyma. Pieniądze, które otrzymywała od niego w zamian za usługi seksualne, przeznaczyła na swoją ucieczkę z Quiltym, w którym była zakochana. Po tym, jak została przez niego porzucona, wyszła za Richarda Schillera. Umarła rodząc martwą dziewczynkę w Wigilię 1952 roku. Miała wtedy siedemnaście lat. Była szczupła, miała kasztanowe włosy, szare oczy i brązowe znamię na boku, jako mężatka nosiła okulary. Interesowała się kulturą popularną, komiksem, aktorstwem i teatrem. Była także utalentowaną tenisistką. Jej imię jest klamrą spinającą całą powieść – rozpoczyna ją i kończy.
- Claire Quilty – pseudonim Cue. Dramaturg, pedofil, przeciwnik i sobowtór Humberta[41]. Według życiorysu znalezionego przez bohatera w wykazie osób związanych z kinem i teatrem, Quilty urodził się w 1911 roku w Ocean City. Ukończył Columbia University i rozpoczął pracę w handlu. Później zajął się dramatopisarstwem. Tytuły jego sztuk, m.in. Mała nimfa i Ojcowska miłość wskazują na jego fascynację nimfetkami. Interesował się Lolitą już od czasu, kiedy spotkał ją w Ramsdale gdy miała dziesięć lat. Próbował ją zdobyć od czasu jej noclegu w motelu Zaklęci Łowcy, co wyraża później pisząc sztukę o tym tytule. Odebrał Humbertowi Lolitę, a później porzucił ją, kiedy odmówiła ona wystąpienia w filmie pornograficznym. Został zamordowany przez Humberta. Jego nazwisko rymuje się z angielskim słowem guilty (winien)[39].
- Annabel Leigh – ukochana Humberta z dzieciństwa, jej matka była Holenderką, ojciec – Anglikiem. Zakochała się w Humbercie podczas wakacji na Riwierze, oboje mieli wtedy 13 lat. Kontrola rodziców nie pozwoliła im na erotyczne spełnienie miłości. Niedługo po tych wakacjach zmarła na tyfus na wyspie Korfu. Jej imię i nazwisko nawiązuje fonetycznie do Annabel Lee, tytułowej bohaterki wiersza Edgara Allana Poe oraz do Anny Livii Plurabelle z Finnegans Wake[37][42].
- Charlotta Haze – matka Lolity, wdowa po Haroldzie Haze. Wynajmowała pokój Humbertowi, zakochała się w nim i doprowadziła do małżeństwa. Zmarła w wypadku samochodowym, niedługo po tym, jak dowiedziała się, że Humbert ma obsesję na punkcie jej córki. Z wyglądu przypominała Marlenę Dietrich[42]. W powieści ma być uosobieniem pretensjonalności i mieszczaństwa[43].
- Waleria Zborowska – córka polskiego lekarza, pierwsza żona Humberta. W 1939 roku porzuciła go dla Maksimowicza, Rosjanina pracującego w Paryżu jako taksówkarz. Wraz z nowym mężem wyjechała do Kalifornii. Zmarła podczas porodu w 1945 roku.
- Gaston Godin – znajomy Humberta i jego partner szachowy w Beardsley. Kawaler, malarz amator. Skrycie interesował się małymi chłopcami. Podwójna litera G w jego imieniu i nazwisku, poprzedzająca o jedno miejsce w alfabecie H z pseudonimu głównego bohatera, wskazuje na to, że Gaston jest sobowtórem Humberta[44].
- Fred Beale – sąsiad rodziny Haze w Ramsdale, ojciec Jacka i Mary, chodzących do klasy z Dolores. Nieumyślnie spowodował śmierć Charlotty, potrącając ją samochodem. Sąd go uniewinnił.
- Richard Schiller – mąż Lolity. Mechanik, weteran wojenny. Niedosłyszący.
- Rita – trzykrotna rozwódka ze skłonnościami do nadużywania alkoholu, kochanka i towarzyszka podróży Humberta w latach 1950–1952.
- Mona Dahl – przyjaciółka Lolity w Beardsley. Starsza o rok od Dolores. Próbowała uwieść Humberta, prawdopodobnie na prośbę Lolity. Pomagała Lo w jej kontaktach z Quiltym.
- Charlie Holmes – syn kierowniczki Obozu Q. Jako trzynastolatek został pierwszym kochankiem Lolity. Kilka lat później zginął w Korei.
- Barbara Burke – koleżanka Lolity z Obozu Q. Namówiła Dolores aby, podobnie jak ona, uprawiała seks z Charliem Holmesem.
- Gustaw Trapp – szwajcarski kuzyn ojca Humberta. Humbert uważa, że śledzący go i Lolitę, Quilty jest podobny do Trappa. Jego nazwisko nawiązuje do angielskiego słowa trap – pułapka[45].
- Vanessa Leigh (z domu Vanessa van Ness) – matka Annabel. Jej panieńskie nazwisko łączy się z łacińską nazwą motyla rusałka admirał – Vanessa atalanta z rodziny Nymphadile, a także nawiązuje do potwora z Loch Ness[40].
- John Farlow – prawnik z Ramsdale. W imieniu Dolores Haze sprawował pieczę nad domem jej zmarłej matki. Po śmierci swojej pierwszej żony – Jane, ożenił się powtórnie z nieznaną z imienia Hiszpanką i wyjechał do Ameryki Południowej.
- Jane Farlow – żona Johna Farlowa, zmarła na raka w wieku 33 lat. Malowała pejzaże i pisała opowiadania o zwierzętach.
- John Ray Junior – autor fikcyjnej przedmowy do Lolity i redaktor rękopisu Humberta Humberta. Doktor filozofii, laureat nagrody Polinga za rozprawę o perwersjach, pt. Co myśleć o zmysłach? Jego imię i nazwisko nawiązuje do autentycznej postaci Johna Raya „seniora”, przyrodnika i entomologa[46].
- Aubrey McFate (w przekładzie Stillera: Aubrey McFatum, w tłumaczeniu Kłobukowskiego: Aubrey De Los Destinos) – kolega z klasy Lolity, Humbert znajduje go na liście uczniów. Stanowi w powieści uosobienie losu i przeznaczenia[47].

### Chronologia wydarzeń powieściowych
Według Dietera E. Zimmera czas najważniejszych wydarzeń powieściowych można ustalić następująco:
- 1910 – narodziny Humberta i Annabel Leigh.
- 1911 – Claire Quilty przychodzi na świat.
- 1913 – umiera matka Humberta.
- 1923 – romans Humberta i Annabel. Annabel umiera na tyfus.
- 1926 – Humbert rozpoczyna studia.
- 1935 – rodzi się Dolores Haze. Humbert żeni się z Walerią Zborowską.
- 1939 – żona Humberta żąda rozwodu.
- 1940 – Humbert przybywa do Stanów Zjednoczonych.
- 1943 – Humbert przebywa w szpitalu psychiatrycznym.
- 1944/46 – bohater spędza 20 miesięcy na ekspedycji do Arktyki kanadyjskiej.
- 1945 – rodzina Haze wprowadza się do Ramsdale.
- 1946–1947 – Humbert ponownie przebywa w szpitalu psychiatrycznym.
- 1947 – Humbert wprowadza się do Ramsdale, zamieszkuje u Charlotty Haze. Ślub Humberta i Charlotty. Śmierć Charlotty. Pierwsza noc Humberta i Lolity.
- 1948 – koniec podróży Humberta i Lolity, osiedlenie się w Beardsley.
- 1949 – Lolita i Humbert wyruszają w drugą podróż. Zaginięcie Lolity i poszukiwania.
- 1950 – Humbert przebywa przez kilka miesięcy w szpitalu psychiatrycznym. Poznaje Ritę, będzie z nią związany do 1952 roku.
- 1952 – Humbert otrzymuje list od Lolity, odwiedza ją, zabija Quilty’ego. Humbert umiera w więzieniu, Lolita umiera przy porodzie.
- 1955 – John Ray kończy przedmowę do książki Humberta.

## Forma utworu
Lolita jest powieścią pisaną w formie narracji pierwszoosobowej. Łączy w sobie cechy wielu rodzajów powieści – związek między Humbertem a Lolitą nawiązuje do romansu, podróże do powieści drogi, motyw morderstwa odwołuje się do powieści kryminalnej. Zapiski Humberta w Ramsdale mają cechy dziennika intymnego, a cały utwór może być postrzegany jako autobiografia, wyznanie lub studium choroby psychicznej. Drobiazgowe opisy moteli i zabytków Ameryki nawiązują z kolei do formy przewodnika.
Wypowiedzi Humberta Humberta są starannie zorganizowane pod względem stylistycznym. Szczególnie charakterystyczna dla powieści jest, zauważalna w oryginale, znacząca rola organizacji brzmieniowej utworu, obecność wielu aliteracji, np. a porridge of bone, brains, bronze hair and blood. Aliteracja związana jest szczególnie z głoskami „l” i „t”, występującymi w imieniu Lolita, np. Lolita, light of my life, fire of my loins (…) Lo-lee-ta: the tip of the tounge taking, a trip of three steps down the palate to tap, at three, on the teeth. Lo. Lee. Ta. Ten element stylu powieści nie mógł zostać dokładnie oddany w polskich przekładach.
Styl Lolity charakteryzuje się także obecnością wielu wtrąceń obcojęzycznych (szczególnie francuskich), rymów wewnętrznych, parodiowaniem i trawestowaniem stylu innych autorów oraz bogactwem gier słownych, związanych m.in. z nazwiskami „Haze” i „Quilty”.
Charakterystyczne dla powieści jest również obnażanie fikcji powieściowej, poprzez zaznaczanie obecności autora w tekście. Nabokov jest obecny w utworze poprzez postać Vivian Darkbloom (jej personalia to anagram jego imienia i nazwiska), a także jako Młody Poeta, ze sztuki Quilty’ego, który upiera się, że cała akcja jest dziełem jego wyobraźni. W fikcyjnej przedmowie Nabokov ujawnia się natomiast poprzez sformułowanie jakże jednak jego rozśpiewane skrzypce potrafią wyczarować tkliwość i współczucie dla Lolity – metafora skrzypiec jako twórczości literackiej pojawiła się także w posłowiu Nabokova do Zaproszenia na egzekucję i w autobiograficznym utworze Pamięci przemów!. Również fakt, że prowadzony przez Humberta dziennik został wyprodukowany przez firmę Blanco & Co z miasta Blancton, ujawnia fikcję powieści – dwukrotne nawiązanie do angielskiego słowa blank (pl. puste miejsce, niezapisany) wskazuje, że wszystko co bohater zapisuje jest puste i nieprawdziwe.

## Nawiązania do innych tekstów kultury

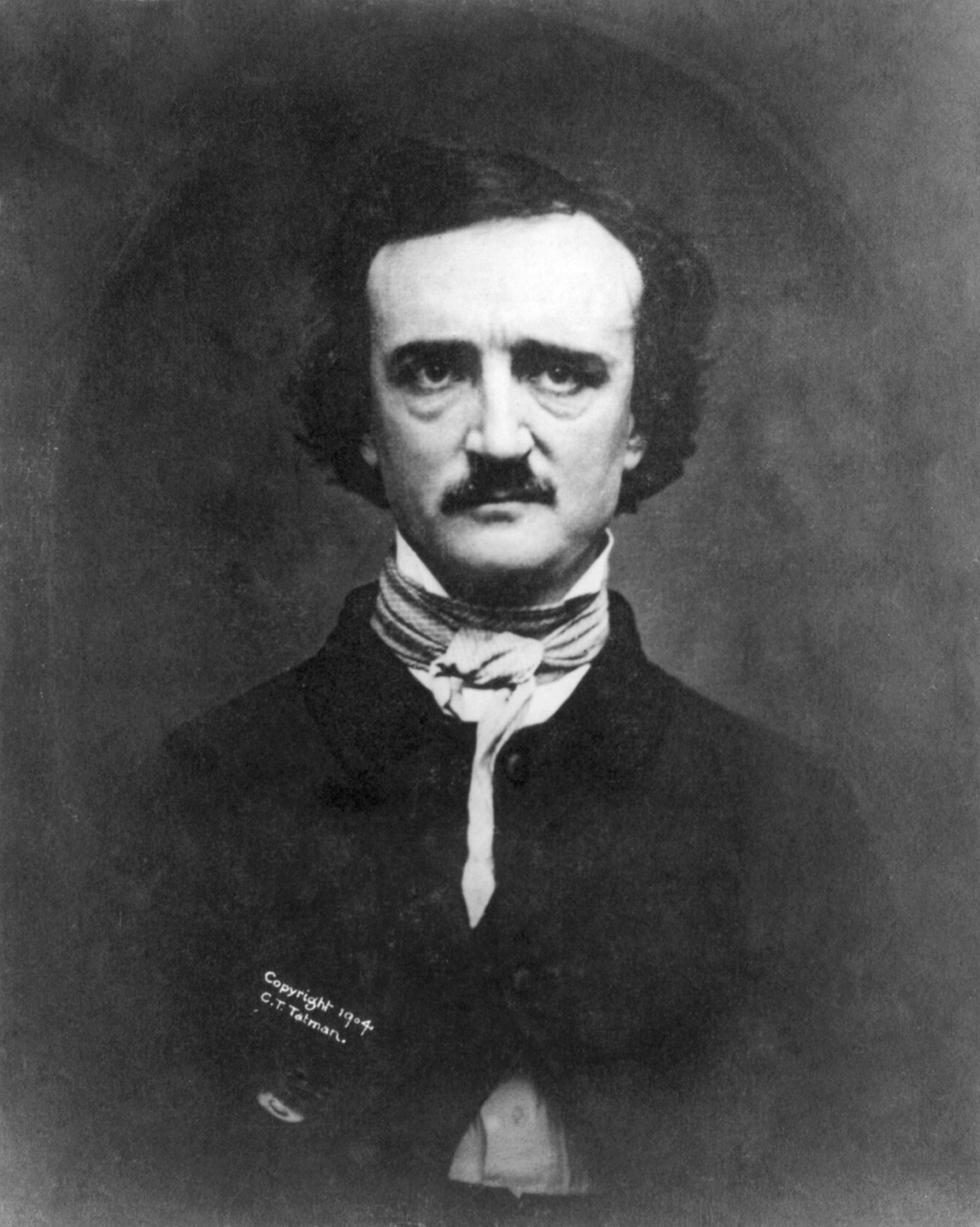
Powieść zawiera wiele odniesień do twórczości Edgara Allana Poe

W Lolicie znajduje się wiele aluzji literackich do innych tekstów kulturowych. Powieść nawiązuje m.in. do takich utworów i autorów jak:
- Edgar Allan Poe Annabel Lee – wiersz o dziecięcej miłości i zazdrości aniołów, która spowodowała śmierć bohaterki. Lolita kilkakrotnie nawiązuje do tego utworu – treści wiersza odpowiada młodzieńcza miłość Humberta Humberta do Annabel Leigh (jej imię i nazwisko wymawia się tak samo jak te należące do bohaterki Poego). Pierwotnie powieść Nabokova miała się nazywać Kingdom by the Sea, co odwołuje się do «królestwa nadmorskiej mgły», w którym dzieje się akcja wiersza. W powieści powraca również aluzyjny wątek zazdrosnych aniołów lub serafinów, m.in. w początkowym akapicie powieści (coś, co w serafinach, oszukanych, prostych, wzniosłoskrzydłych serafinach budziło zawiść[56]) i kiedy Humbert ma zamiar zabrać Dolores nad morze, aby powtórzyć miłosne doznanie dzieciństwa (poszukiwanie Nadmorskiego Królestwa (…) było racjonalną pogonią za czysto teoretycznym dreszczem. Aniołowie to wiedzieli i wszystko należycie urządzili. Wizytę w nieźle rokującej zatoce nad Atlantykiem kompletnie zepsuła nam podła pogoda[57].). Lolita związana jest również z bohaterką wiersza poprzez pomieszanie imion: Annabel Haze czyli Dolores Lee, czyli Loleeta[57][58].
- Prosper Mérimée Carmen, Georges Bizet Carmen – Lolita często kojarzona jest z postacią Carmen, a jej ulubiona piosenka to Mała Carmen. Humbert myśli o przebywającej w szpitalu Lolicie Est-ce que tu ne m'aimes plus, ma Carmen? (Czyżbyś mnie już nie kochała, moja Carmen?) – takimi słowami José z utworu Mériméego zwraca się do swojej ukochanej[59]. Tenże bohater relacjonuje z więzienia swoją zbrodnię – zamordował z zazdrości ukochaną. Humbert, jak dowiadujemy się z fikcyjnej przedmowy do powieści, również pisze swoje wyznanie w więzieniu, na początku czytelnik nie wie jednak kogo zamordował. Nawiązania do opowiadania Mériméego i do (stworzonej na jego podstawie) opery Bizeta, mają zmylić czytelnika i zasugerować, że Humbert w trakcie powieści zabije Lolitę[38].
- Piękna i Bestia (La Belle et la Bête) – Humbert opisuje piękno Lolity i swoje bestialstwo (np. bestialstwo i piękno stopiły się w jakimś punkcie[60]). Cała powieść jest nowym wariantem XVIII-wiecznej baśni francuskiej, w której młoda dziewczyna zostaje poślubiona przerażającemu potworowi[61].
- Joshua Reynolds Wiek niewinności – ten obraz, przedstawiający małą dziewczynkę o kręconych, jasnych włosach, znajdował się w klasie w szkole w Beardsley, w której Lolita wraz z inną dziewczynką czytała książkę. Opis tej drugiej dziewczynki (dziewczynka o bardzo nagiej, porcelanowobiałej szyi i cudownych platynowych włosach siedziała z przodu, też zajęta lekturą, stracona dla świata, i bez końca nawijała miękki pukiel na palec[62]) odpowiada wyglądowi dziecka sportretowanego na obrazie Reynoldsa[63].
- Fiodor Dostojewski Notatki z podziemia – Humbert wspominając swoją reakcję na list od Charlotty (jąłem rozmyślać, czochrać sobie włosy, przymierzać swój fioletowy szlafrok i jęczeć przez zaciśnięte zęby[64]) dokonuje trawestacji fragmentu powieści Dostojewskiego, w którym bohater, również ubrany w szlafrok, konfrontuje się z kobietą, która go kocha. Chwilę później Humbert stwierdza, że na jego twarzy pojawił się uśmieszek w stylu Dostojewskiego[65].
- Agatha Christie Morderstwo odbędzie się... – ta książka znajduje się w więziennej bibliotece. Zapowiada dokonane przez Humberta zabójstwo[66].
- Eugene O’Neill Pożądanie w cieniu wiązów – do tej sztuki nawiązuje Humbert mówiąc o szkole z internatem, do której Charlotta chciała posłać Lolitę: choć w cieniu wiązów grywano tam w krokieta[67]. Kiedy bohater opuszcza Ramsdale widzi poruszane wiatrem wiązy, przypominające scenografię do sztuki O’Neilla. Cała akcja Pożądania w cieniu wiązów ma swoje odwrócone odpowiedniki w pierwszej części Lolity[68].
- Jean-Jacques Rousseau Wyznania, Emil – Humbert określa się raz jako «Jean-Jacques Humbert» nawiązując do wyznawanej przez Rousseau koncepcji wychowania naturalnego, dzięki której miał powstać człowiek niewinny, nie skażony przez cywilizację i ironicznie odkrywa swoje błędne mniemanie na temat niewinności Lolity. Jest to również nawiązanie do Wyznań Rousseau[69].

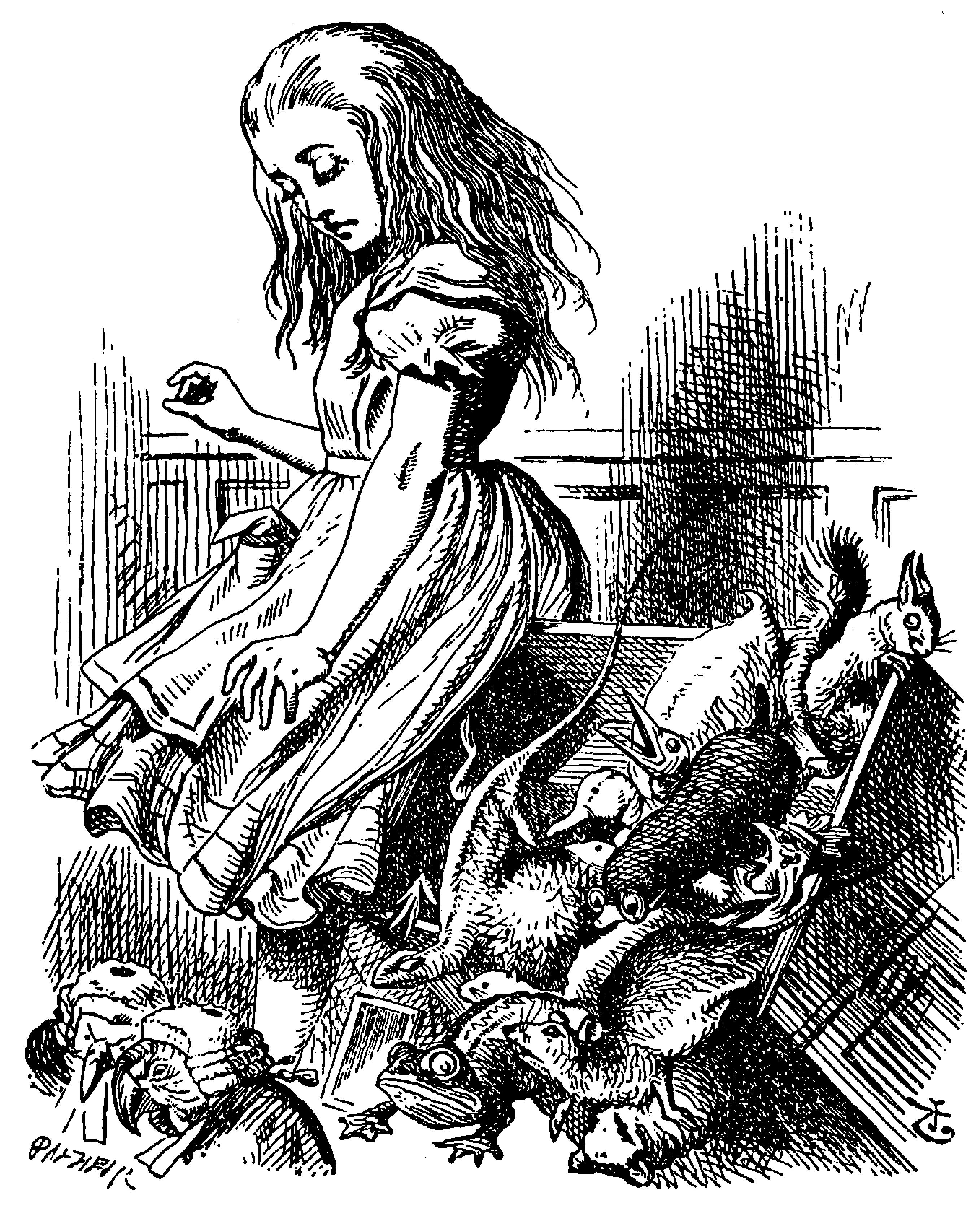
Bohater Lolity uważa autora Alicji w Krainie Czarów za wielbiciela nimfetek

- Zygmunt Freud – w powieści znajduje się wiele aluzji do poglądów Freuda, w większości mają one charakter kpiny z psychoanalizy. Podczas swojego pobytu w szpitalu psychiatrycznym Humbert Humbert wykorzystuje swoją wiedzę o tej teorii do zwodzenia lekarzy i wymyślania snów i wspomnień (dotyczących m.in. współżycia seksualnego rodziców), które pasują do teorii freudowskiej. Twórcę psychoanalizy nazywa „królem Zygmuntem I”, a psychoanalityków – „wymuszaczami snów”. Humbert kpi również z sugestii psychoanalityka, który twierdził, że miłość do Lolity była zastępczą formą skonsumowania młodzieńczego romansu z Annabel. Podobnie ironizuje na temat rzekomej seksualnej symboliki broni palnej[70].
- Lewis Carroll Alicja w Krainie Czarów – Humbert wielokrotnie kojarzy swoje przeżycia z Krainą Czarów. Swój świat wewnętrzny nazywa Humberlandem, co jest aluzją do angielskiej nazwy krainy z książki Lewisa Carrola – Wonderland. Uważa również Lewisa Carrolla za wielbiciela nimfetek[71].
- Gustaw Flaubert Pani Bovary – tytułowa bohaterka powieści Flauberta wymykała się do kochanka, twierdząc, że idzie na lekcje muzyki do panny Lempereur. Humbert nawiązuje do tego, nazywając nauczycielkę muzyki Lolity panną Empereur. Podobnie jak u Flauberta lekcje gry na fortepianie są w Lolicie tylko pretekstem do spotkań z innym mężczyzną. Humbert nawiązuje także do stylu francuskiego powieściopisarza, używając charakterystycznego dla niego sformułowania nous connûmes (poznawaliśmy) odwołując się do miejsc zwiedzanych wraz z Lolitą, sam nazywa to flaubertowskim tonem[72][73].
- Robert Louis Stevenson Doktor Jekyll i pan Hyde – Humbert przyrównuje się do pana Hyde, kiedy szukając Lolity w Beardsdale, potrąca jamnika. W opowiadaniu Stevensona pan Hyde biegnąc, potrącił małą dziewczynkę[74].
- James Joyce Ulisses, Finnegans Wake – po akapicie nawiązującym stylistycznie do prozy Joyce’a bohater wspomina o nim bezpośrednio we francuskim zdaniu: J'ai toujours admiré l’oeuvre ormonde du sublime Dublinois[75] („Zawsze podziwiałem nieziemskie dzieło wzniosłego dublińczyka”). Słowo ormonde odwołuje się ponadto do występującego w Ulissesie hotelu Ormond. Z kolei, oglądając sztukę autorstwa Quilty’ego i Vivian Darkbloom, Humbert zauważa, że występujący w niej motyw tęczy złożonej z małych dziewczynek został zapożyczony z Finnegans Wake Joyce’a[76]. Osoba wielebnego Riggera nawiązuje do nieprzyzwoitego limeryku, cytowanego przez Leopolda Blooma w Ulissesie[77]. Humbert używa raz sformułowania o Bogu, albo o Szekspirze, będące echem słów Bóg, słońce, Szekspir, które wygłasza w powieści Joyce’a Stefan Dedalus[78].
- Charles Maturin Melmoth the Wanderer – bohater tej gotyckiej powieści przypomina pod względem charakteru bohatera Lolity. Melmoth to również fikcyjna marka samochodu, którym podróżują Humbert i Dolores[79].
- Edgar Allan Poe Zagłada domu Usherów – przyjazd Humberta do rezydencji Quilty’ego, Pavor Manor, przypomina początek Zagłady…[80].
- Thomas Stearns Eliot Popielec – poetycki wyrok na Quilty’ego rozpoczynający się od słów: Ponieważ wykorzystałeś grzesznika/ponieważ wykorzystałeś/ponieważ/ponieważ wykorzystałeś moje upokorzenie (…)[81] jest parodią wiersza Eliota[82]. Wcześniej Humbert dokonuje kilku pastiszy innych wierszy Eliota[83].
- Tristan i Izolda – powieść jest ironiczną wersją celtyckiej legendy. Humbert, podobnie jak Tristan, został wcześnie osierocony przez matkę. Tabletki nasenne, które bohater podaje Lolicie odpowiadają miłosnemu napojowi z legendy, a pomyłka lekarza, który przepisał nieskuteczny środek, jest odwróconą wersją pomyłki Braningen, która doprowadziła do romansu pomiędzy Tristanem a Izoldą. W obu tekstach kochankowie umierają jedno po drugim, rozdzieleni, jednak w legendzie śmierć ta jest wzniosła, w powieści natomiast trywialna[84].

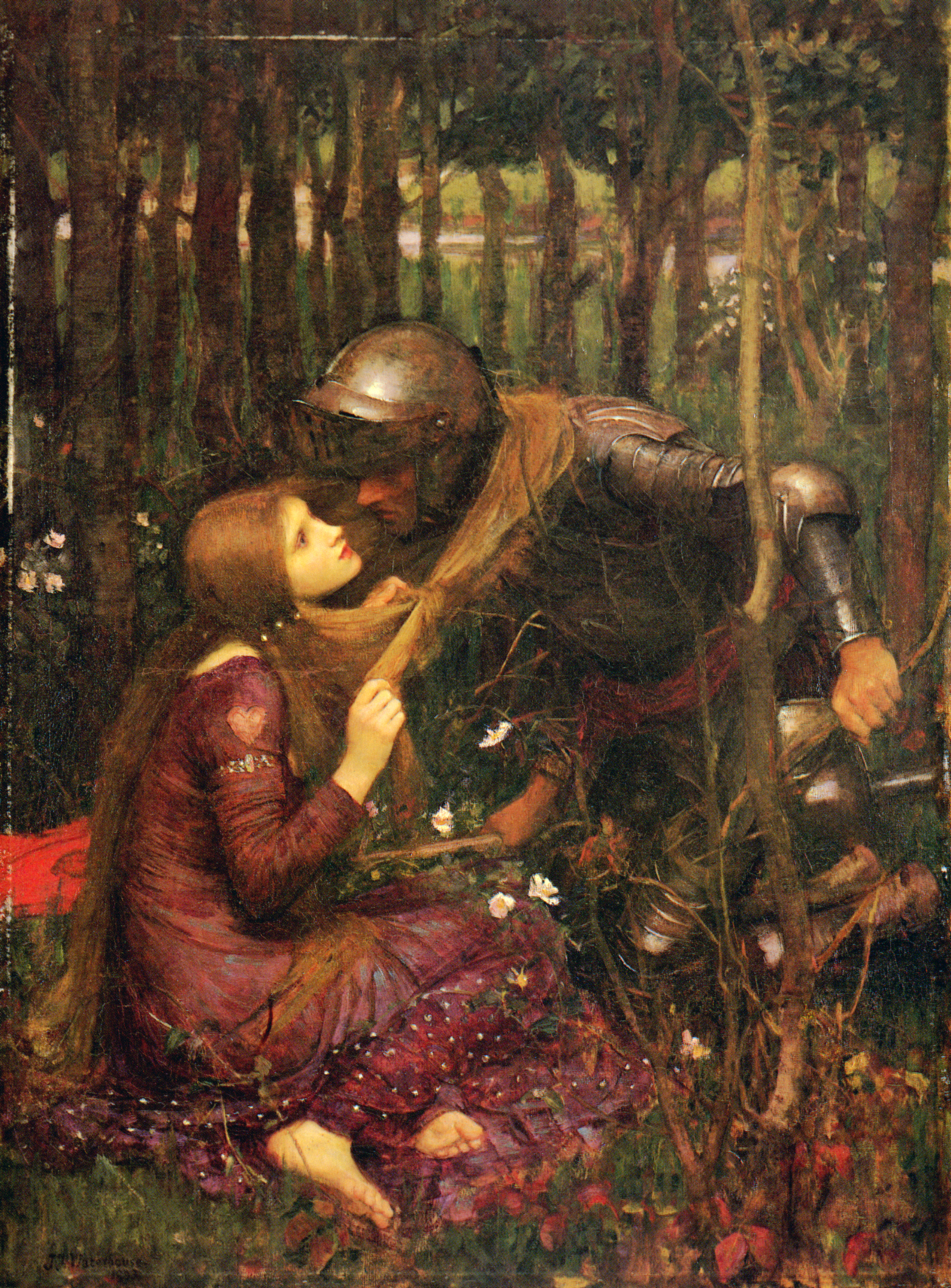
John William Waterhouse, La Belle Dame sans Merci. Lolita nawiązuje do utworu Keatsa o tym tytule

- Edgar Allan Poe William Wilson – relacja pomiędzy Humbertem a Quiltym stanowi parodię motywu sobowtóra, wykorzystanego w utworze Poego[85].
- Raport Kinseya – statystyki doktor Blanche Schwarzmann podane w przedmowie są parodią badań życia erotycznego, prowadzonych przez Kinseya[54].
- John Keats La Belle Dame sans Merci  – z bohaterką wiersza łączy Lolitę czarodziejski urok, a cała powieść jest wariacją na temat tradycyjnego, zawartego również w utworze Keatsa, motywu śmiertelnika zniszczonego przez miłość do kobiety o baśniowej naturze[86]. Humbert nawiązuje do tego wiesza mówiąc: moja nimfięcka uczenniczka miała mnie w saku (ang. my school-girl nymphet had me in thrall), co odpowiada fragmentowi z Keatsa (La belle dame sans merci/Thee hath in thrall)[87].
- Jacques-Louis David Śmierć Marata – w małżeństwie z Walerią Humbert czuje się jak bohater obrazu[88].
- William Szekspir Hamlet, Poskromienie złośnicy, Romeo i Julia, Makbet – dramaty te są kilkakrotnie wspomniane w powieści. Pojawia się również miasteczko o nazwie Szekspir, a Quilty przed swoją śmiercią cytuje fragment z Makbeta[89].
- Arthur Conan Doyle postać Sherlocka Holmesa – Holmes pojawia się w nazwiskach postaci Charlie Holmes i Shirley Holmes. Nawiązania do słynnego detektywa mają przypomnieć czytelnikowi, że Lolita jest także powieścią detektywistyczną[90].
- Johann Wolfgang von Goethe Król Elfów – Humbert nazywa Quilty’ego heteroseksualnym Erlkönigiem. Erlkönig to oryginalny tytuł ballady Goethego[91].
- Hans Christian Andersen Mała syrenka – Humbert daje tę baśń Lolicie. Nawiązanie jest ironiczne – Dolores, podobnie jak syrenka, uwodzi śmiertelników, ale żaden z nich (Humbert, Quilty czy Dick Schiller) nie może pełnić roli bajkowego księcia. Humbert daje książkę pasierbicy prawdopodobnie ze względu na przesłanie moralne utworu, propagującego posłuszeństwo wobec rodziców[92].
- Gottfried August Bürger Lenora – Humbert decydując się na drugą podróż z Lolitą cytuje fragment tego wiersza (hop-hop-hopsaj, Lenoro). Aluzja do tego wiersza ma wydźwięk ironiczny, ponieważ Lenora opłakiwała swojego kochanka[93].
- Marcel Proust W poszukiwaniu straconego czasu – Humbert chce zatytułować część książki, opisującą jego życie po odejściu Lolity Dolorés Disparue, nawiązując w ten sposób do przedostatniej części cyklu Prousta, zatytułowanej Albertine disparue (pl. Nie ma Albertyny)[94].
- Laurence Sterne Podróż sentymentalna przez Francję i Włochy – w napisanym po odejściu Lolity wierszu Humbert umieścił wers nie mogę się wyrwać, rzekł szpak. To prawie dosłowny cytat z utworu Sterne'a, w którym występuje ptak, powtarzający nieustannie słowa o swoim uwięzieniu[6].

## Zagadki i gry słowne
W powieści występują liczne gry i zagadki słowne. Niektóre z nich to:
- Jezioro w Ramsdale – Humbert początkowo sądzi, że nazywa się ono Our Glass (nasze lustro), później okazuje się, że w rzeczywistości nazwa to, podobna fonetycznie, Hourglass (klepsydra). Pierwsza nazwa odnosi się do solipsyzmu, widzenia tylko własnego odbicia, druga – do obsesji czasu[95]. Ta gra słów zostaje zachowana w oryginale w przekładzie Stillera, zaś w tłumaczeniu Kłobukowskiego Humbert od początku nazywa jezioro Klepsydrą, sądzi jednak początkowo, że nazwa ta odnosi się do innej nazwy nekrologu, a nie, jak jest naprawdę, do kształtu jeziora.
- Obóz wakacyjny, na który wyjeżdża Lolita – Obóz Q (tłum. Stillera), Kolonia Q (tłum. Kłobukowskiego) – Q wymawia się podobnie jak angielskie słowo cue (wskazówka). Wskazówka ta odnosi się do nazwiska Quilty[96].
- Lokalne czasopismo – Climax Herald (Stiller), Orgasm Herald (Kłobukowski). Nazwa może oznaczać po prostu czasopismo miejscowości Climax/Orgasm, ale też „zwiastun orgazmu”, co odnosiłoby się do nadziei Humberta na zbliżenie z Lolitą[97].
- Szyld przydrożnej kawiarni „The Bustle. A Deceitful Seatful” – „Figa w Figach: Fałsz-Farsz” (tłum. Kłobukowskiego), „KRYNOLINY. Fałszywe Siedzenie Prawdziwe jedzenie!” (tłum. Stillera). W oryginale the bustle, oprócz turniury i krynoliny, oznaczać może zamęt, ożywienie. Deceitful seatful natomiast można odczytać i jako „oszukany zadek” (z powodu turniury), ale też jako „oszukańcza osoba na siedzeniu”, co byłoby znakiem od losu dla Humberta, że Lolita nie jest wobec niego uczciwa[45].
- Po połączeniu pierwszego członu nazwiska panny Lester z drugim członem nazwiska panny Fabian uzyskuje się słowo lesbian, wskazujące na ich orientację seksualną[98]. Natomiast wymiana pierwszych liter w nazwiskach panien Horn i Cole, powoduje w języku angielskim uzyskanie potocznego określenia na seks analny[99].
- Słowo „wodoodporny” – Humbert przypomina je sobie, kiedy odkrywa tożsamość Quilty’ego. To przypomnienie ma źródło w rozmowie o wodoszczelnym zegarku Humberta nad jeziorem w Ramsdale. Jean Farlow niemalże wymienia wtedy nazwisko słynnego dramaturga[100].
- Formę zagadki mają również wpisy w leksykonie ludzi filmu i teatru pt. Kto jest kim w światłach rampy, który główny bohater znajduje w więziennej bibliotece – biogramy nawiązują do postaci Humberta, Lolity i Quilty’ego i zapowiadają przyszłe wydarzenia powieściowe:

Pym, Roland. Ur. Lundy, Massachusetts, 1922. Rzemiosła scenicznego uczył się w Teatrze Elsynorskim w Derby, Nowy Jork. Debiutował w „Jutrzence”. Spośród licznych jego ról wymienić należy „Dwie przecznice stąd”, „Dziewczynę ubraną na zielono”, „Poplątanych mężów”, „Dziwną salamandrę”, „Na włosku”, „Johna ślicznego”, „Śniłaś mi się”.

Imię i nazwisko aktora nawiązują do tytułowego bohatera Przygód Artura Gordona Pyma Poego, którego sposób prowadzenia pierwszoosobowej narracji przypomina Humberta Humberta. Debiutancka sztuka Jutrzenka (w org. Sunburst) odwołuje się do myśli Humberta o śmierci Charlotty (org. ultimate sunburst, pl. ostatecznie zajaśniała jutrzenka), która umożliwiła mu zadebiutowanie w roli kochanka Lolity. Sztuka Dziwna Salamandra (org. Strange Mushroom – „dziwny grzyb”) ma wywoływać skojarzenia z penisem w stanie erekcji.

Quilty, Clare, dramaturg amerykański. Ur. Ocean City, New Jersey, 1911.
Studiował na Uniwersytecie Columbia. Pracował w handlu, lecz potem zajął się dramatopisarstwem. Autor „Małej nimfy”, „Pani, która pokochała pioruny” (we współpracy z Vivian Darkbloom), „Mrocznego wieku”, „Dziwnej salamandry”, „Ojcowskiej miłości” i innych. Na uwagę zasługują jego liczne sztuki dla dzieci. „Mała nimfa” (1940) przejechała 23 000 km i miała 280 przedstawień podczas zimowego tournée, zanim w końcu trafiła do Nowego Jorku. Hobby: szybkie samochody, fotografia, zwierzęta-pupile.

To pierwsze pojawienie się w postaci pełnych personaliów Quilty’ego. Jego sztuki: Mała nimfa i Ojcowska miłość wskazują na jego zainteresowanie nimfetkami. Z kolei Pani, która pokochała pioruny to sztuka, którą Lolita i Humbert będą wspólnie oglądać w Wace. Zamiłowanie do szybkich samochodów zapowiada jego pościg za Humbertem, a upodobanie do fotografii oznacza właściwie upodobanie do tworzenia zdjęć i filmów pornograficznych.

Quine, Dolores. Ur. 1882 w Dayton, Ohio. Studiowała na wydziale aktorskim Akademii Amerykańskiej. Pierwszy występ w Ottawie, 1900. Nowojorski debiut w „Nigdy nie rozmawiaj z nieznajomymi” (1904) (…) Zagrała (…) w „Zamordowanym dramaturgu”.

Imię aktorki wskazuje na Lolitę, natomiast nazwisko na jej związek z Quiltym. Humbert kilkakrotnie w powieści udziela Lolicie rady odpowiadającej tytułowi sztuki Nigdy nie rozmawiaj z nieznajomym. Zamordowany dramaturg zapowiada z kolei zabójstwo Quilty’ego.
- Formę gier słownych i zagadek erudycyjnych mają również wszystkie wpisy, które Quilty pozostawił w hotelowych księgach gości, aby uniemożliwić Humbertowi zidentyfikowanie go na ich podstawie. W oryginale oraz przekładzie obu polskich tłumaczy (Stillera i Kłobukowskiego) przedstawiają się one następująco:[105]

| Oryginał                               | Stiller                                | Kłobukowski                            | Znaczenie |
| -------------------------------------- | -------------------------------------- | -------------------------------------- | --- |
| Kawtagain                              | Phiggae                                | Potshasq                               | Pozornie nazwa miejscowości. W rzeczywistości: Kawtagain = caught again (znów się dałem nabrać), Phiggae = „a figę!”, Potshasq = „potrzask”. |
| N. Petit, Larousse, Ill.               | N. Petit, Larousse, Ill.               | N. Petit, Larousse, Ill.               | Pozornie imię, nazwisko i miasto w stanie Illinois. W rzeczywistości skrócony tytuł francuskiego leksykonu Nouveau Petit Larousse Illustré. |
| Dr Gratiano Forbeson, Mirandola, N. Y. | Dr Gratiano Forbeson, Mirandola, N. Y. | Dr Gratiano Forbeson, Mirandola, N. Y. | Pozornie imię, nazwisko i miejscowość w stanie Nowy Jork. W rzeczywistości aluzja do postaci Gratiano z komedii dell’arte, często bitego, przemądrzałego uczonego, który w tym wypadku ma być uosobieniem Humberta. Forbeson i Mirandola to również postacie z komedii włoskiej.                                               |
| Arsène Lupin                           | Arsen Lupin                            | Arsène Lupin                           | Imię i nazwisko dżentelmena-włamywacza z powieści Maurice’a Leblanca. |
| A. Person, Porlock, England            | A. Person, Porlock, Anglia             | O. Sobnick, Porlock, Anglia            | Nawiązanie do „człowieka z Porlock” (a person from Porlock), który przeszkodził Coleridge’owi w zapisaniu tekstu poematu, który mu się przyśnił. |
| Arthur Rainbow                         | Arthur Rainbow                         | Arthur Rainbow                         | Trawestacja nazwiska Artura Rimbauda |
| Morris Schmetterling                   | Morris Schmetterling                   | Morris Schmetterling                   | Schmetterling to w języku niemieckim „motyl”. Całe personalia stanowią aluzję do pisarza Maurice’a Maeterlincka, który zajmował się entomologią. |
| D. Orgon, Elmira, NY                   | D. Orgon, Elmira, NY                   | D. Orgon, Elmira, NY                   | Imię, nazwisko i miejscowość w stanie Nowy Jork to aluzja do małżeństwa Elmiry i Orgona ze sztuki Moliera Świętoszek. „Orgon” stanowi również aluzję do teorii Wilhelma Reicha, który wprowadził takie pojęcie do swojej metafizycznej koncepcji orgazmu. „D. Orgon” może być też odczytane jako the organ – narząd falliczny. |
| Harry Bumper, Sheridan, Wyo.           | Harry Bumper, Sheridan, Wyoming        | Harry Bumper, Sheridan, Wyo            | Imię, nazwisko i miejscowość w stanie Wyoming to aluzja do sztuki Richarda Scheridana Szkoła obmowy, gdzie postać nazywająca się Harry Bumper śpiewa „Zdrowie nieśmiałej piętnastolatki” i „zdrowie nimfy”. |
| Phineas Quimby, Lebanon, NH            | Phineas Quimby, Lebanon, NH            | Phineas Quimby, Lebanon, NH            | To rzeczywiste imię, nazwisko i miejsce urodzenia hipnotyzera i psychoterapeuty, Phineasa Quimby’ego. Jego nazwisko nawiązuje fonetycznie do nazwiska Quilty’ego. |
| Dr. Kitzler, Eryx, Miss.               | Dr Kitzler, Eryx, Miss.                | Dr Kitzler, Eryx, Miss.                | Kitzler to niemieckie słowo określające łechtaczkę, Eryx to świątynia Afrodyty na Sycylii. Kapłanki tej świątyni oddawały się prostytucji. |
| N. S. Aristoff, Catagela, NY           | N. S. Aristoff, Catagela, NY           | A. N. E. S. Aristoff, Catagela, NY     | Aristoff to Arystofanes. W jego komedii Acharnejczycy pojawia się fikcyjne miasto Katagela, którego nazwa pochodzi od katagelano – wyszydzać. |
| James Mavor Morell, Hoaxton, England   | James Mavor Morell, Hoaxton, Anglia    | James Mavor Morell, Swindell, Anglia   | James Mavor Morell jest bohaterem sztuki G.B. Shawa Candida. W sztuce tej występuje miasto Hoxton. Pisownia Hoaxton nawiązuje do słowa hoax – oszustwo. Swindell z tłumaczenia Kłobukowskiego to „szwindel”. |
| G. Trapp, Geneva, NY.                  | G. Trapp, Geneva, NY.                  | G. Trapp, Geneva, NY.                  | Aluzja do szwajcarskiego wujka Humberta. Quilty miał być do niego podobny. |
| Aubrey Beardsley, Quelquepart Island   | Aubrey Beardsley, Lolita, Texas        | Aubrey Beardsley, Wyspa Quelquepart    | Beardsley to miasto, w którym Humbert mieszkał z Lolitą. Quilty wskazuje, że właśnie tam zaczął się jego romans z Lolitą. Quelquepart to aluzja brzmieniowa do nazwiska Quilty oraz do francuskiego quelque part – gdzieś. W tłumaczeniu Stillera aluzja do imienia Lolita.                                                    |
| Lucas Picador, Merrymay, Pa.           | Lucas Picador, Merrymay, Pa.           | Lucas Picador, Merrymay, Pa.           | Merrymay czyta się podobnie jak Mérimée, natomiast Lucas Picador to postać z jego opowiadania Carmen. Picador jest ostatnim przed śmiercią kochankiem tytułowej kobiety. Pa („tatusiu”) to ironiczny sposób w jaki Lolita zwracała się do Humberta.                                                                            |
| Harold Haze, Tombstone, Arizona        | Harold Haze, Tombstone, Arizona        | Harold Haze, Catafalque, Arizona       | Harold Haze to nieżyjący ojciec Lolity. Tombstone to w języku angielskim nagrobek. W tłumaczeniu Kłobukowskiego Catafalque – katafalk. |
| Donald Quix, Sierra, Nev.              | Donaldo Otto Quix, Sierra, Nev.        | Donald Quix, Sierra, Nev.              | Quix to aluzja do nazwiska Quilty. W przekładzie Stillera Quix połączone z imieniem Otto tworzy Quixotto, czyli Don Kichota. Sierra Nevada to pasmo górskie w Hiszpanii. |
| Ted Hunter, Cane, NH.                  | Laze Wottle, Howlycock, N. H.          | Lov Zack, Calet, NY                    | Anagram nazwy hotelu „Zaklęci łowcy” (ang. „Enchanted Hunters”), w którym Humbert spędził swoją pierwszą noc z Lolitą. W tym samym miejscu nocował również Quilty. |

Również numery tablic rejestracyjnych, które Quilty wpisuje do ksiąg hotelowych, są zagadkami dla Humberta:
- WS 1564 i SH 1616 – obie tablice rejestracyjne zawierają inicjały Williama Szekspira oraz daty jego narodzin i śmierci.
- Q 32888 i CU 88322 – Q i CU (czytane po angielsku podobnie) to aluzja do nazwiska Quilty i jego przezwiska Cue. Suma cyfr obu rejestracji wynosi 52. 52 tygodnie trwała podróż Humberta i Lolity, tyle jest również kart w talii. Humbert napisze później wiersz do Lolity, który będzie miał 52 wersy[106]. 1952 to rok śmierci Humberta, Quilty’ego i Lolity[107].

## Nimfetki

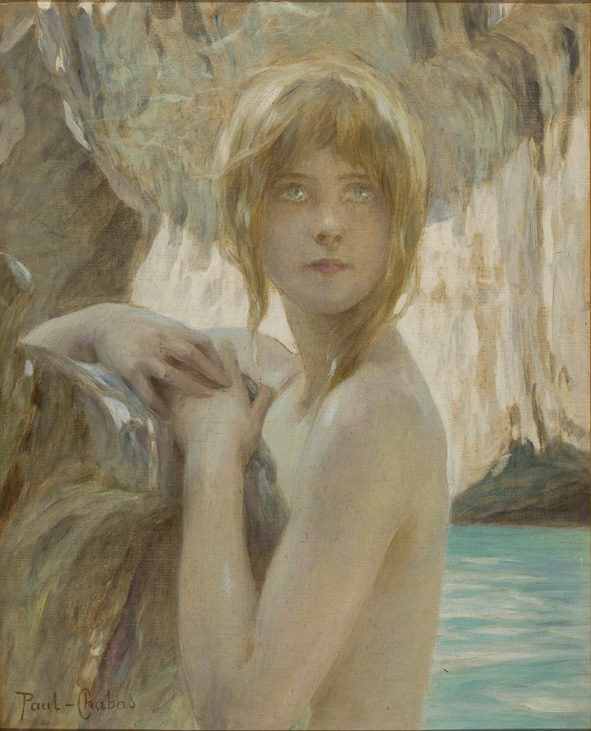
Paul Chabas Jasnowłosa nimfa. Bohater jest zafascynowany małymi dziewczynkami, które nazywa „nimfetkami”.

Bohater powieści wyróżnia pewien rodzaj małych dziewczynek o szczególnym uroku, określając je mianem „nimfetek”. To wymyślone przez Nabokova określenie przyjęło się w wielu językach, w tym w języku polskim, głównie na określenie przedwcześnie dojrzałej seksualnie dziewczynki. W powieści fenomen nimfięctwa scharakteryzowany zostaje przez Humberta Humberta następująco:

Między dziewiątym a czternastym rokiem życia zdarzają się dzieweczki, które pewnym urzeczonym wędrowcom, dwakroć lub wielokroć starszym niż one, zdradzają swą prawdziwą naturę, nie ludzką lecz nimfią (czyli demoniczną); tym to stworzeniom wybranym proponuję nadać miano „nimfetek” (…) Czy w tym przedziale wiekowym wszystkie dziewczynki są nimfetkami? Rozumie się, że nie. (…) Uroda też nie jest żadnym kryterium; wulgarność, a przynajmniej to, co dana społeczność określa tym słowem, niekoniecznie odbiera im pewne tajemnicze cechy, nieziemską grację, zwiewny, wykrętny, rozdzierający, podstępny wdzięk, który wyróżnia nimfetkę spośród rówieśnic (…). Tylko artysta i szaleniec (…) natychmiast dostrzeże pewne nienazwane znamiona – cokolwiek koci zarys kości policzkowej, smukłość członków pokrytych puszkiem (…) – i wyśledzi wśród zdrowych dziatek zabójczą demonisię(…).

Słowo „nimfetka” (ang. nymphette) pochodzi od greckiego słowa νύμφη (nymphe) oznaczającego wiecznie młodą boginkę przyrody, ale także oblubienicę. Kojarzy się też ze słowem „nimfomania”, oznaczającym nadmierny popęd seksualny, oraz z angielskim słowem nymph określającym nimfę (larwę). „Nimfetka” związana jest więc jednocześnie ze szczególnym czarem i magią oraz z przepoczwarczeniem larwy w motyla, przeobrażeniem dziewczęcia w kobietę.
W języku polskim nymphette tłumaczone było jako „nimfeczka”, „nimfiątko”, „nimfka”, przyjęła się jednak ostatecznie forma „nimfetka”.

## Motywy

### Motyw sobowtóra
Motyw sobowtóra często pojawia się w twórczości Nabokova (m.in. w powieściach Rozpacz i Prawdziwe życie Sebastiana Knighta). W Lolicie jest on realizowany przede wszystkim za sprawą postaci Humberta i Quilty’ego.
Na posiadanie sobowtóra wskazuje podwojony pseudonim głównego bohatera. Motyw ten ulega jednak licznym odwróceniom i przekształceniom w powieści. Nazwisko Quilty rymuje się z angielskim słowem guilty (winien), a Humbert w swoim wierszu obwinia go o całe zło, jakie się wydarzyło. Wywołuje to charakterystyczny dla tradycji tego motywu podział na złego i dobrego sobowtóra. Zgodnie z konwencją postać pozytywna powinna zabić swojego sobowtóra, aby odzyskać kontrolę nad swoim życiem. Ta tradycja przybiera jednak w powieści niejednoznaczną i groteskową formę. Złym sobowtórem powinien być Quilty, ale Humbert często określany jest w powieści jako „małpa”, co jest tradycyjnym atrybutem złego odpowiednika (tak jest np. w utworze Doktor Jekyll i pan Hyde Stevensona, Biesach Dostojewskiego i Zabójstwie przy Rue Morgue Poego). Podobną funkcję powinno pełnić określenie „cień”. Humbert nazywa w ten sposób Quilty’ego, ale sam łączy się z tym słowem poprzez swoje nazwisko (ombre to po francusku „cień”).
Do pomieszania postaci dochodzi również w czasie bójki z Quiltym, którą Humbert opisuje następująco: kiedy po mnie się turlał. Potem ja po nim się turlałem. Turlaliśmy się po mnie. Oni turlali się po nim. Turlaliśmy się po nas. Tak więc, mimo że Humbert zabija Quilty’ego (w dodatku na symbolicznym miejscu jego zbrodni – w łóżku) moralne oczyszczenie bohatera nie może się dokonać. Scena zabójstwa jest zbyt groteskowa, aby móc spełnić rolę rytuału, nie wiadomo również kto jest tak naprawdę dobrym, a kto złym sobowtórem. Relacja pomiędzy bohaterem a Quiltym nie jest więc realizacją tego tradycyjnego motywu, a jedynie jego parodią.
Częściowym sobowtórem Humberta jest również Gaston Godin, na co wskazuje podwojone G w jego imieniu i nazwisku, poprzedzające w alfabecie H z pseudonimu głównego bohatera.
Bliskie są sobie również postacie Lolity i Annabel Leigh: łączą je m.in. nawiązania do bohaterki wiersza Annabel Lee Poego, relacja z Humbertem, fizyczne podobieństwo i okulary przeciwsłoneczne. Również inne postacie często występują w parach – pojawiają się bliźniacy (m.in. bracia Beales i bliźnięta Mirandów), pani Haze ma swój odpowiednik w pani Hays, natomiast Blanche Schwarzmann i Melanie Weiss łączy kolorystyczne znaczenie ich nazwisk – oba nawiązują do czarnego i białego.

### Pozostałe motywy
- Metamorfoza – przemianom ulegają liczne postacie powieściowe: Lolita zmienia się z nastolatki w kobietę, pożądanie Humberta przekształca się w miłość, jego zbrodnia w dzieło sztuki, a poczucie posiadania pasierbicy w odkrycie, że nigdy jej nie znał. Również sama powieść z notatek przestępcy zmienia się w książkę z dołączoną przedmową. Z motywem metamorfozy związane są także liczne aluzje do motyli oraz angielskie słowo nymph („nimfa, larwa”) zawarte w terminie nimfetka[116].

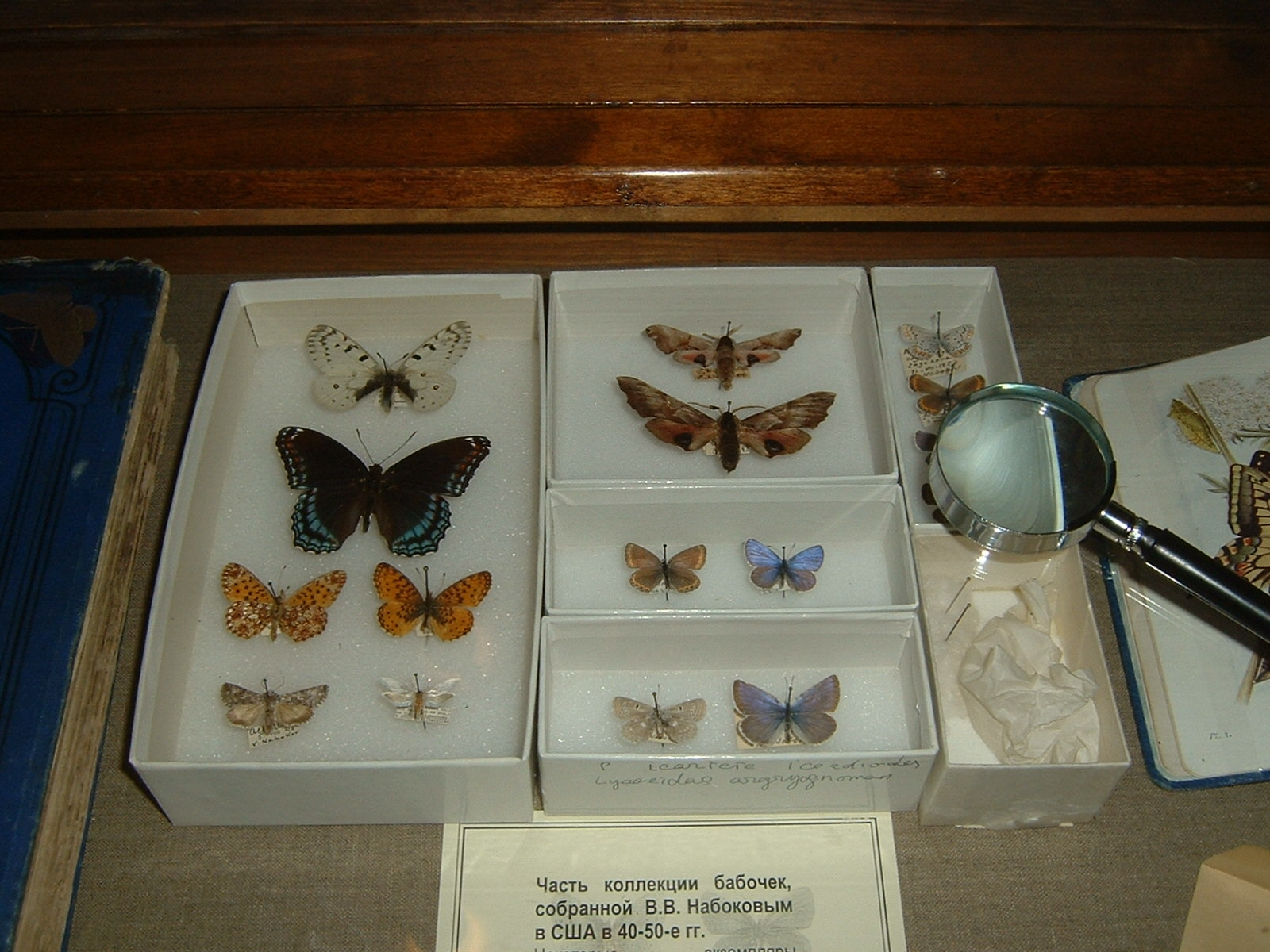
Kolekcja motyli należąca do Nabokova. Pisarz umieścił w Lolicie wiele aluzji do entomologii

- Owady i motyle – powieść zawiera szereg aluzji entomologicznych. Motyl rusałka admirał (Vanessa atalanta z rodziny Nymphalidae) ukryty jest w imieniu i nazwisku Vanessy Leigh, miasto Pisky odnosi się do słowa oznaczającego ćmę w języku angielskim. Do nocnego motyla nawiązuje również nazwisko panny Phalen (niedoszłej lokatorki Charlotty Haze), pochodzące od francuskiego słowa phaléne, oznaczającego ćmę. Nazwa miasteczka Lepingville ukrywa w sobie łowienie motyli (ang. lepidoptera hunting) i wskazuje, że tam ostatecznie Humbert osaczył swoją zdobycz – Lolitę. Personalia Avis Chapman, jednej z klasowych koleżanek Dolores, utworzone są od nazwy motyla Callophrys avis i jego odkrywcy – Chapmana. Edusa Gold, reżyserująca szkolną sztukę Lolity, nawiązuje natomiast do motyla Colias edusa[117]. Motywy entomologiczne posłużyły również do zaznaczenia odrębności autora i bohatera powieści – Humbert wykazuje się niewiedzą w tej kwestii – nie potrafi odróżnić ćmy od motyla, bierze ćmy z rodziny Prodoxidae za białe muchy oraz omyłkowo nazywa kolibrami motyle z rodziny zawisakowatych. Są to pomyłki, których Nabokov, zajmujący się entomologią nigdy by nie popełnił[118]. Umieszczanie aluzji do motyli w personaliach postaci miało również pomóc autorowi w zapamiętaniu tych osób[6].
- Motywy baśniowe – nawiązania do postaci i sytuacji baśniowych przewijają się przez całą powieść: Lolita i Annabel wielokrotnie nazywane są elfami lub wróżkami, Dolores urodziła się w mieście Pisky, co jest inną formą angielskiego słowa pixie, określającego elfy, rezydencja Quilty’ego mieści się na ulicy Grimm, pierwsza noc Humberta i Lo odbyła się w motelu Zaklęci łowcy, pojawia się również szpital w Elphinstone, którego nazwa przywołuje słowo „elf”. Występują w powieści również aluzje do konkretnych baśni, m.in. Jasia i Małgosi, Małej syrenki, Pięknej i bestii, Nowych szat cesarza i Śpiącej królewny[119].
- Gra – motyw gry kilkakrotnie pojawia się w powieści. Pseudonim głównego bohatera nawiązuje do karcianej gry lombr (ang. ombre), występującej w utworze Pope’a Porwany lok. W powieści pojawiają się również szachy i tenis. Humbert przyznaje się do zamiłowania do wszelkich gier[120].

## Obraz USA
Poprzez podróże Humberta i Lolity, Nabokov zawarł w powieści krajobraz USA. Ukazany jest on poprzez liczne hotele i motele, w których zatrzymują się bohaterowie oraz lokalne zabytki i atrakcje, którymi narrator próbuje zainteresować swoją pasierbicę.
Amerykańska kultura masowa jest wprowadzona do utworu za sprawą Lolity, która, jako nastolatka, jest jej idealnym konsumentem (Humbert mówi o Dolores: To właśnie jej poświęcone były reklamy: idealnej konsumentce, podmiotowi i przedmiotowi każdego plugawego plakatu). Powieść ukazuje fascynacje muzyczne ówczesnych amerykańskich nastolatków (w powieści wzmiankowani są m.in. Peggy Lee, Jo Stafford, Patti Page i Guy Mitchell) i ukazuje ich zainteresowania magazynami filmowymi i musicalami. Utwór zawiera również satyrę na reklamy, nazwy towarów i obozy młodzieżowe.
Związek Humberta i Lo jest parodią propagowanej ówcześnie w USA nowoczesnej, przyjacielskiej relacji pomiędzy ojcem a córką (Humbert czerpie wskazówki z książki Poznaj własną córkę, nawiązującej do popularnego nurtu ówczesnych poradników). Postacie Lolity i jej przyjaciółek demaskują natomiast fałsz amerykańskiego mitu o niewinności dziecka. Charlotta Haze jest z kolei uosobieniem pani domu z amerykańskich przedmieść, pretensjonalności, mieszczaństwa i ambicji bycia idealną gospodynią (wzorce czerpie z książki Twój dom to ty).
Szkoła w Beardsley ma z kolei stanowić satyrę nowoczesnej edukacji.

## Adaptacje i nawiązania
- Pierwsza adaptacja Lolity została nakręcona 1962 roku w reżyserii Stanleya Kubricka. Nabokov sam napisał scenariusz do filmu (choć reżyser w wielu miejscach od tego scenariusza odstąpił)[124]. Rolę Humberta zagrał James Mason, Lolity – Sue Lyon, natomiast w Quilty’ego wcielił się Peter Sellers.
- Druga adaptacja filmowa powstała w 1997 roku. Jej reżyserem był Adrian Lyne. W rolę Humberta wcielił się Jeremy Irons, Lolitę zagrała Dominique Swain, a Quilty’ego – Frank Langella.
- Na podstawie powieści w 1971 John Barry stworzył musical o tytule Lolita, My Love. Nie odniósł on sukcesu i dość szybko został wycofany ze sceny[125].
- Narrator późniejszej powieści Nabokova, Patrz na te arlekiny!, napisał utwór Kingdom by the Sea, odwołujący się do Lolity i jej pierwotnego tytułu[126].
- W 1981 roku Edward Albee przerobił Lolitę na sztukę teatralną.
- Pia Pera napisała książkę Lo's Diary, ukazującą wydarzenia powieściowe z punktu widzenia Lolity.
- Victor Sobchak dokonał w 2003 roku scenicznej adaptacji powieści. Reżyser zrezygnował z postaci Quilty’ego i przeniósł akcję do współczesnej Wielkiej Brytanii[127].
- Rodion Szczedrin stworzył operę na podstawie powieści.
- Steve Martin napisał opowiadanie Lolita at Fifty, będące humorystycznym nawiązaniem do utworu Nabokova.
- Tytuł opowiadania Picnic, Lightning (piknik, piorun) napisanego przez Zadie Smith nawiązuje do sposobu, w jaki Humbert opisał śmierć swojej matki[128].
- W 2009 roku pojawiła się w formie książki mówionej, czytanej przez Wojciecha Żołądkowicza.
- Do Lolity nawiązują również liczne utwory muzyczne, m.in. Moi… Lolita Alizée, Loom of the Land Nicka Cave’a, No Man’s Land Billiego Joela,  Lolita Suzanne Vega[129] oraz Lolita i Off to the Races Lany Del Rey.
- Film dokumentalny "Lolita" - cała prawda o erotycznej fantazji (2021) w reż. Olivii Mokiejewski poświęcony jest tej powieści. Przedstawia historię jej powstania, publikacji oraz ówczesnego i współczesnego jej odbioru[130].